# Syrráko
Syrráko, en grec moderne : Συρράκο, est un village et un ancien dème du district régional de Ioánnina, en Épire, Grèce. Depuis 2010, il est fusionné au sein du dème des Tzoumérka-du-Nord.
Selon le recensement de 2011, la population du dème ainsi que celle du village compte 270 habitants.
Le Festival de Syrráko est inscrit depuis 2022 sur la liste du patrimoine culturel immatériel de l'Unesco au sein du bien intitulé « les fêtes du 15 août (Dekapentavgoustos) dans deux communautés montagnardes du nord de la Grèce : Tranos Choros (en) (la grande danse) à Vlásti et le Festival de Syrráko ».